# Radka Bártová

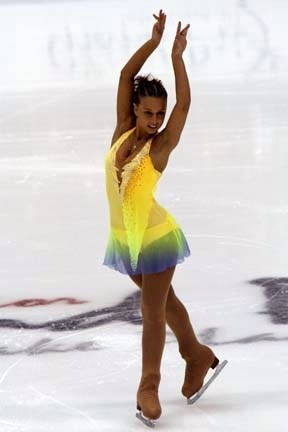
Radka Bártová, 2007

Radka Bártová (* 16. Juli 1990 in Košice, Tschechoslowakei) ist eine ehemalige slowakische Eiskunstläuferin, die im Einzellauf startete.

## Karriere
Radka Bártová begann in ihrer Heimatstadt 1995 mit dem Eiskunstlaufen und startete während ihrer Karriere für das Kraso Centrum Košice. Nachdem sie bereits in den Saisons 2004/05 und 2005/06 jeweils slowakische Junioren-Meisterin geworden war und bei den Juniorenweltmeisterschaften den 23. bzw. 22. Platz belegt hatte, konnte sie im Erwachsenenbereich bei ihrer erstmaligen Teilnahme an den slowakischen Meisterschaften direkt den Meistertitel gewinnen. Zudem qualifizierte sie sich für die Europameisterschaften 2007 im polnischen Warschau. Dort konnte sie mit einer Wertung von 40,90 Punkten ihr bestes Ergebnis in einem Kurzprogramm erreichen. Während ihre beste Kür weiterhin dir Kür bei den Juniorenweltmeisterschaften 2006 ist, verbesserte sie in Warschau ihr bestes Ergebnis in einem Wettkampf auf 105,12 Punkte und belegte schlussendlich den 23. Platz. In der Folge nahm sie auch an den Weltmeisterschaften 2007 im Tōkyō Taiikukan teil und belegte dort nach dem Kurzprogramm den 33. Platz, wodurch sie sich nicht für die Kür qualifizieren konnte. Nachdem Radka Bártová 2008 den zweiten und 2009 den dritten Platz bei den slowakischen Meisterschaften belegt hatte, beendete sie ihre Karriere.